# Bendadaita
La bendadaita es un mineral arseniato hidratado de hierro ferroso y férrico con aniones hidroxilo, de fórmula {\displaystyle {\ce {Fe^2+Fe2^3+(AsO4)2(OH)2.4H2O}}}, cuya descripción fue publicada en 2010. La localidad tipo es una pegmatita con fosfatos de Bendada, Sabugal, Guarda (Portugal), localidad de la que se ha escogido el nombre. También se consideró como cotipo la mina Almerindo, en Linópolis, Divino das Laranjeiras, Minas Geraes (Brasil).

## Propiedades físicas y químicas
La bendadaíta se encuentra como microcristales aciculares de color amarillo dorado o de color marrón verdoso, agrupados en forma divergente o como gavillas.  También se ha encontrado como microcristales tabulares de color verde. Se forma por oxidación de la arsenopirita o de la löllingita. Además de los elementos señalados en la fórmula, puede contener Al, Sn, P y otros más

## Yacimientos
La bendadaita es un mineral muy raro. Aunque se ha encontrado en alrededor de una decena de localidades, an algunas de ellas ha aparecido en un único ejemplar. Además de a arsenopirita, también se ha encontrado asociada a löllingita, escorodita, hidroxilherderita y goyazita. Además de en las localidades tipo y cotipo aparece en la mina Veta Negra, Copiapó (Chile),  Oumlil-East, Bou Azzer (Marruecos) y la mina de Fenugu Sibiri, Gonnosfanadiga, Cerdeña (Italia). En Francia, se ha encontrado en la cantera de Alluaud, Chanteloube, Haute-Vienne y en España en un corte de la carretera de A Rua de Abaixo, San Miguel de Tabagón, O Rosal (Pontevedra)